# Harold Knutson

Harold Knutson

Harold Knutson (* 20. Oktober 1880 in Skien, Norwegen; † 21. August 1953 in Wadena, Minnesota) war ein norwegisch-amerikanischer Politiker. Zwischen 1917 und 1949 vertrat er den Bundesstaat Minnesota im US-Repräsentantenhaus.

## Werdegang
Im Jahr 1886 kam Harold Knutson mit seinen Eltern in die Vereinigten Staaten. Die Familie ließ sich zunächst in Chicago nieder und zog dann auf eine Farm im Sherburne County in Minnesota. Dort besuchte er die öffentlichen Schulen. Danach absolvierte er eine Druckerlehre. In den folgenden Jahren gab er in verschiedenen Orten in Minnesota Tageszeitungen heraus. Politisch war Knutson Mitglied der Republikanischen Partei. In den Jahren 1902, 1904 und 1910 war er Delegierter auf deren regionalen Parteitagen in Minnesota. Im Jahr 1940 nahm er auch an der Republican National Convention teil. In den Jahren 1910 und 1911 war Knutson Präsident der Vereinigung der Zeitungsherausgeber im nördlichen Minnesota.
Bei den Kongresswahlen des Jahres 1916 wurde Knutson im sechsten Wahlbezirk von Minnesota in das US-Repräsentantenhaus in Washington, D.C. gewählt, wo er am 4. März 1917 die Nachfolge von Charles A. Lindbergh antrat. Nach 15 Wiederwahlen konnte er bis zum 3. Januar 1949 insgesamt 16 zusammenhängende Legislaturperioden im Kongress absolvieren. In diese Zeit fiel sowohl der Erste als auch der Zweite Weltkrieg sowie der Beginn des Kalten Krieges. Außerdem wurden in dieser Zeitspanne vier Verfassungszusätze verabschiedet.
Im Kongress war Knutson von 1919 bis 1923 Whip der republikanischen Mehrheitsfraktion. Von 1921 bis 1931 war er Vorsitzender des Pensionsausschusses. Während seiner Zeit im Repräsentantenhaus war er Mitglied im Indianerausschuss, im Ausschuss für insulare Angelegenheiten, im Committee on Ways and Means und im Joint Committee on Internal Revenue Taxation. Im Sommer 1944 erhob er gegen den Präsidenten der Vereinigten Staaten, Franklin D. Roosevelt, den Vorwurf, er habe seinen Hund Fala während einer Reise auf den Aleuten vergessen, und einen Zerstörer auf Kosten des Steuerzahlers zum Abholen des Hundes geschickt. Damit lieferte er den Anlass für Roosevelts „Fala-Rede“ am 23. September 1944, die wiederum Richard Nixon acht Jahre später zu seiner „Checkers-Rede“ inspirierte.
Im Jahr 1948 verlor er bei den Wahlen gegen Fred Marshall. Nach seiner Zeit im Repräsentantenhaus widmete sich Harold Knutson wieder seinen journalistischen Aufgaben. Bis zu seinem Tod im Jahr 1953 gab er die Zeitung Wadena Pioneer Journal heraus.